# Сексуальный ответ
«Сексуальный ответ» (англ. Sexual Response) — американский телефильм 1992 года, эротический триллер, снятый режиссёром Яки Йошей. Главные роли в этом фильме исполнили Шеннон Твид, Эмил Левисетти, Катрин Оксенберг, Дэвид Кригел, Вернон Уэллс и Иллэна Дайамант.
Фильм рассказывает историю знакомства и любви двух людей. Видеопремьера фильма в США состоялась 5 декабря 1992 года.

## Сюжет
- Таглайн: «Some secrets shouldnt be told.»

Ева Андерсон — красивая молодая женщина. У неё хорошая работа, которая ей нравится — она работает на радио ведущей передачи «Сексуальный ответ». Ева уже замужем, её муж Филипп — состоятельный человек. Но есть и проблема — в браке Ева не совсем счастлива, Филипп воспринимает её только как часть своего ценного имущества.
Однажды Ева знакомится с Эджем, талантливым скульптором. Постепенно молодые люди влюбляются, а со временем становятся и любовниками. Но Эджу не нравится сложившаяся ситуация и он предлагает Еве устранить её мужа. Для этого он даже похищает оружие Филиппа.
Ева пытается разобраться в ситуации — ей многое кажется странным. Вместе со своими друзьями Питером и Кейт она проникает в квартиру Эджа. Ева хочет узнать кем же на самом деле является Эдж, и какое у него было прошлое. В итоге ей удаётся выяснить, что её любовник Эдж и муж Филипп связаны между собой.

## В ролях
- Шеннон Твид — Ева Андерсон, ведущая радио
- Эмил Левисетти — Эдж, скульптор
- Катрин Оксенберг — Кейт
- Вернон Уэллс — Филипп
- Дэвид Кригел — Питер
- Иллэна Дайамант — работник радио (как Иллэна Шошан)
- Дэвид Поулидж — Чарли
- Лори Томас — Бетти
- Дебра Гляйх — женщина
- Сигал Диамант — модель
- Джим Боэвен — уличный парень
- Кимберли Страйкер — работник радио
- Джек Хэмблин — бармен
- Дебби Уотерс — игрок
- Шэйла Томпсон — игрок
- Ева Робинсон
- Кейт Ричард

## Съёмочная группа
- Автор сценария: Эрик Даймонд и Брент Моррис
- Режиссёр: Яки Йоша
- Оператор: Илан Розенберг
- Композитор: Ричард Бергер
- Художники: Арлан Джей Веттер и Йуда Ако
- Костюмы: Алексис Скотт
- Продюсер: Ашок Амритрадж
- Линейный продюсер: Роберт Уотерс
- Помощники продюсера: Ларри Ларсон и Брент Моррис
- Кастинг: Лори Кобе

## Технические данные
- США, 1992 год, телефильм, киностудия Vision International
- Видео — цветной, 87-91 мин.
- Аудио — стерео
- Оригинальный язык — английский
- Ограничения по возрасту: США — рейтинг R, Россия — старше 16 лет.

## Другие названия
- Sexual Response
- Сексуальный ответ
- Night Line
- Telefono caldo
- Segredos Fatais
- Take My Body